# Division nationale (Schach) 2006/07
Die Division nationale (Schach) 2006/07 war die höchste Spielklasse der luxemburgischen Mannschaftsmeisterschaft im Schach.
Meister wurde die erste Mannschaft von Cercle d'échecs Dudelange, die den Titelverteidiger De Sprénger Echternach auf den zweiten Platz verwies. Aus der Promotion d'honneur war mit der zweiten Mannschaft von Le Cavalier Differdange nur eine Mannschaft aufgestiegen. Diese erreichte den Klassenerhalt, absteigen mussten die zweite Mannschaft von Cercle d'échecs Dudelange (die rein sportlich bereits im Vorjahr abgestiegen war) sowie der Schachklub Turm a Sprénger Matt Schëffleng.
Zu den gemeldeten Mannschaftskadern siehe Mannschaftskader der Division nationale (Schach) 2006/07.

## Modus
Das Turnier war unterteilt in eine Vorrunde und eine Endrunde. Die acht teilnehmenden Mannschaften spielten zunächst ein einfaches Rundenturnier. Die ersten Vier spielten im Poule Haute um den Titel, die letzten vier im Poule Basse gegen den Abstieg. Über die Platzierung entschied zunächst die Summe der Mannschaftspunkte (2 Punkte für einen Sieg, 1 Punkt für ein Unentschieden, 0 Punkte für eine Niederlage), anschließend die Zahl der Brettpunkte (3 Punkte für einen Sieg, 2 Punkte für ein Remis, 1 Punkt für eine Niederlage, 0 Punkte für einen kampflose Niederlage). Für die Endplatzierung wurden sowohl die Punkte aus der Vorrunde als auch die Punkte aus der Endrunde berücksichtigt.

## Spieltermine
Die Wettkämpfe wurden ausgetragen am 1. und 22. Oktober, 12. und 26. November, 10. Dezember 2006, 14. und 28. Januar, 11. Februar, 4. und 18. März 2007.

## Vorrunde
Das Teilnehmerfeld erwies sich als eine Zweiklassen-Gesellschaft, so dass die Einteilung der Endrunden schon vorzeitig feststand. Einziger zählbarer Erfolg der zweiten Tabellenhälfte gegen die erste war der Sieg der zweiten Mannschaft von Le Cavalier Differdange gegen Gambit Bonnevoie.

### Abschlusstabelle
| Pl. | Verein                                     | Sp | G | U | V | MP   | Brett-P. |
| --- | ------------------------------------------ | -- | - | - | - | ---- | -------- |
| 01. | De Sprénger Echternach (M)                 | 7  | 5 | 2 | 0 | 12:2 | 136      |
| 02. | Cercle d'échecs Dudelange I. Mannschaft    | 7  | 5 | 1 | 1 | 11:3 | 128      |
| 03. | Le Cavalier Differdange I. Mannschaft      | 7  | 5 | 0 | 2 | 10:4 | 130      |
| 04. | Gambit Bonnevoie                           | 7  | 4 | 1 | 2 | 9:5  | 112      |
| 05. | Le Cavalier Differdange II. Mannschaft (N) | 7  | 2 | 0 | 5 | 4:10 | 100      |
| 06. | Cercle d'échecs Dudelange II. Mannschaft   | 7  | 2 | 0 | 5 | 4:10 | 99       |
| 07. | Esch Rochade Reine                         | 7  | 2 | 0 | 5 | 4:10 | 92       |
| 08. | Schachklub Turm a Sprénger Matt Schëffleng | 7  | 1 | 0 | 6 | 2:12 | 95       |

### Entscheidungen
|     | Teilnehmer am Poule Haute: De Sprénger Echternach, Cercle d'échecs Dudelange I. Mannschaft, Le Cavalier Differdange I. Mannschaft, Gambit Bonnevoie                         |
|     | Teilnehmer am Poule Basse: Le Cavalier Differdange II. Mannschaft, Cercle d'échecs Dudelange II. Mannschaft, Esch Rochade Reine, Schachklub Turm a Sprénger Matt Schëffleng |
| (M) | Meister der letzten Saison |
| (N) | Aufsteiger der letzten Saison |

### Kreuztabelle
| Ergebnisse | Ergebnisse                                 | 01. | 02. | 03. | 04. | 05. | 06. | 07. | 08. |
| ---------- | ------------------------------------------ | --- | --- | --- | --- | --- | --- | --- | --- |
| 01.        | De Sprénger Echternach                     |     | 16  | 17  | 16  | 23  | 20  | 22  | 22  |
| 02.        | Cercle d'échecs Dudelange I. Mannschaft    | 16  |     | 19  | 15  | 19  | 18  | 23  | 18  |
| 03.        | Le Cavalier Differdange I. Mannschaft      | 15  | 13  |     | 20  | 20  | 22  | 21  | 19  |
| 04.        | Gambit Bonnevoie                           | 16  | 17  | 12  |     | 14  | 17  | 18  | 18  |
| 05.        | Le Cavalier Differdange II. Mannschaft     | 9   | 13  | 12  | 18  |     | 15  | 18  | 15  |
| 06.        | Cercle d'échecs Dudelange II. Mannschaft   | 12  | 13  | 9   | 15  | 17  |     | 15  | 18  |
| 07.        | Esch Rochade Reine                         | 10  | 9   | 11  | 14  | 13  | 17  |     | 18  |
| 08.        | Schachklub Turm a Sprénger Matt Schëffleng | 10  | 14  | 13  | 14  | 17  | 13  | 14  |     |

## Endrunde

### Poule Haute
Echternach hatte mit 12:2 Punkten die beste Ausgangsposition, musste aber durch ein Unentschieden gegen Bonnevoie und eine Niederlage gegen Differdange die Tabellenführung an Dudelange abgeben. Ein Sieg im direkten Vergleich hätte Echternach zur Titelverteidigung gereicht, allerdings siegte Dudelange und wurde damit Meister.

#### Abschlusstabelle
| Pl. | Verein                                  | Sp | G | U | V | MP   | Brett-P. |
| --- | --------------------------------------- | -- | - | - | - | ---- | -------- |
| 01. | Cercle d'échecs Dudelange I. Mannschaft | 10 | 8 | 1 | 1 | 17:3 | 182      |
| 02. | De Sprénger Echternach (M)              | 10 | 5 | 3 | 2 | 13:7 | 181      |
| 03. | Le Cavalier Differdange I. Mannschaft   | 10 | 6 | 0 | 4 | 12:8 | 174      |
| 04. | Gambit Bonnevoie                        | 10 | 5 | 2 | 3 | 12:8 | 159      |

#### Entscheidungen
|     | Luxemburgischer Meister: Cercle d'échecs Dudelange I. Mannschaft |
| (M) | Meister der letzten Saison                                       |

#### Kreuztabelle
| Ergebnisse | Ergebnisse                              | 01. | 02. | 03. | 04. |
| ---------- | --------------------------------------- | --- | --- | --- | --- |
| 01.        | Cercle d'échecs Dudelange I. Mannschaft |     | 18  | 18  | 18  |
| 02.        | De Sprénger Echternach                  | 14  |     | 15  | 16  |
| 03.        | Le Cavalier Differdange I. Mannschaft   | 13  | 17  |     | 14  |
| 04.        | Gambit Bonnevoie                        | 13  | 16  | 18  |     |

### Poule Basse
Nach der Vorrunde lagen die Mannschaften noch dicht zusammen (die zweiten Mannschaften von Dudelange und Differdinge sowie Esch hatten je 4 Punkte, Schëffleng 2), dennoch war die Entscheidung im Abstiegskampf schon vor der letzten Runde gegen Dudelanges zweite Mannschaft und Schëffleng gefallen.

#### Abschlusstabelle
| Pl. | Verein                                     | Sp | G | U | V | MP   | Brett-P. |
| --- | ------------------------------------------ | -- | - | - | - | ---- | -------- |
| 05. | Le Cavalier Differdange II. Mannschaft (N) | 10 | 3 | 2 | 5 | 8:12 | 150      |
| 06. | Esch Rochade Reine                         | 10 | 3 | 2 | 5 | 8:12 | 143      |
| 07. | Cercle d'échecs Dudelange II. Mannschaft   | 10 | 2 | 1 | 7 | 5:15 | 142      |
| 08. | Schachklub Turm a Sprénger Matt Schëffleng | 10 | 2 | 1 | 7 | 5:15 | 142      |

#### Entscheidungen
|     | Absteiger in die Promotion d'honneur: Cercle d'échecs Dudelange II. Mannschaft, Schachklub Turm a Sprénger Matt Schëffleng |
| (N) | Aufsteiger der letzten Saison                                                                                              |

#### Kreuztabelle
| Ergebnisse | Ergebnisse                                 | 05. | 06. | 07. | 08. |
| ---------- | ------------------------------------------ | --- | --- | --- | --- |
| 05.        | Le Cavalier Differdange II. Mannschaft     |     | 16  | 16  | 18  |
| 06.        | Esch Rochade Reine                         | 16  |     | 19  | 16  |
| 07.        | Cercle d'échecs Dudelange II. Mannschaft   | 16  | 12  |     | 15  |
| 08.        | Schachklub Turm a Sprénger Matt Schëffleng | 14  | 16  | 17  |     |

## Die Meistermannschaft
| 1.            | Cercle d'échecs Dudelange |
| Schachfiguren | Slavko Cicak, Anthony Wirig, Fred Berend, Lazar Susterman, Elvira Berend, Oliver Niklasch, Mustapha Nezar, Udo Osieka, Anna Wagener, Lucien Gaspar, Alain Schartz, Thomas Hisler, Olivier Pucher, Hubert Mossong, Robert Ackermann, Jean Schammo, Théid Klauner, Claude Pletsch, Roland Schilpp, Pierre Fattebene. |